# 5. nordlige breddekreds
Den 5. nordlige breddekreds (eller 5 grader nordlig bredde) er en breddekreds, der ligger 5 grader nord for ækvator. Den løber gennem Atlanterhavet, Afrika, det Indiske Ocean, Sydøstasien, Stillehavet og Sydamerika.